# Château de la Jaffetière (Mayenne)
Le Château de la Jaffetière est un château français situé à Changé, dans le département de la Mayenne et la région des Pays de la Loire. Il est situé à 1200 mètres au Nord du bourg, sur la route de Saint-Germain-le-Fouilloux.  Y naît un ruisseau du même nom, affluent de la Mayenne.

## Histoire
Fief mouvant du fief du Prieuré de Changé. Des scories abondantes dans les champs voisins indiquent l'existence d'anciennes forges. 
On y voyait en 1636 « maison manable, grange, estable, four, jardin, verger clos de murailles d'un costé ». Régnault d'Évry en a fait une  habitation avec chapelle de la Vierge, bénite le 20 octobre 1860 par Casimir Wicart, évêque de Laval. 
Le château est moderne avec des dispositions symétriques : pavillon central et aux extrémités pavillons et tourelles. Au château meurt en 1871, chez son gendre M. d'Evry, Alexis-Hyacinthe, comte de Sauzay, capitaine de cavalerie, lauréat du Conservatoire.

## Sources et bibliographie
- « Château de la Jaffetière (Mayenne) », dans Alphonse-Victor Angot et Ferdinand Gaugain, Dictionnaire historique, topographique et biographique de la Mayenne, Laval, A. Goupil, 1900-1910 [détail des éditions] (BNF 34106789, présentation en ligne)